# Thiomonas delicata
Thiomonas delicata es una bacteria gramnegativa del género Thiomonas. Fue descrita en el año 2006. Su etimología hace referencia a delicada. Anteriormente conocida como Thiobacillus delicatus. Se considera sinónimo de esta especie a Thiomonas cuprina. Es aerobia, con algunas cepas inmóviles y otras móviles por flagelo polar. Tiene un tamaño de 0,4-0,6 μm de ancho por 1-1,6 μm de largo. Crece de forma individual, raramente en parejas. Forma colonias lisas, circulares y con pigmentación blanca-amarilla. Temperatura de crecimiento entre 15-42 °C, óptima de 30-35 °C. Se ha aislado de aguas de minas. 